# Vier-Komponenten-Instruktionsdesign-Modell
Das Vier-Komponenten-Instruktionsdesign-Modell (aus dem Englischen von Four Component Instructional Design, kurz: 4C/ID) ist ein Instruktionsdesign-Modell, das vornehmlich für das Trainieren von komplexen kognitiven Fertigkeiten entwickelt wurde.
Entwickelt wurde das Modell durch die kognitiven Psychologen Jeroen van Merriënboer und Sanne Dijkstra vor allem an der Universität Twente. Das Modell befasst sich vornehmlich mit dem Trainieren komplexer kognitiver Fertigkeiten, z. B. in technischen Fachbereichen und im Management. Es geht davon aus, dass Expertenwissen über einen langen Zeitraum aufgebaut wird. Dabei bezieht sich das Modell explizit auf routiniertes Training bei wiederkehrenden Aufgaben und dem Aufbau von Schemata bei komplexen Fähigkeiten. Es steht die Vermittlung von Handlungswissen im Vordergrund. Der Erwerb von Wissen ist dem funktional untergeordnet: Wissen wird dabei nicht um seiner selbst willen vermittelt, sondern lediglich im Bezug auf die jeweilige Handlung.
Das Herz des Modells ist die Konzeption umfassender Arrangements, in denen komplexe kognitive Fertigkeiten ganzheitlich vermittelt und geübt werden können. Dies geschieht mittels Fall- und Projektaufgaben, also Übungs- und Anwendungsaufgaben im Sinne von Problemstellungen. Bei der Konzeption wird generell zwischen der Wissensvermittlung und der Konzeption von Übungs- und  Anwendungsaufgaben unterschieden.
Das Vier-Komponenten-Instruktionsdesign-Modell gilt derzeit international als wichtigstes Modell für das Training komplexer kognitiver Fertigkeiten. Es dient dazu, Anleitungen zur Entwicklung von problembasierten Lernumgebungen und Curricula mit Phasen direkter Instruktion zu liefern. Besondere Beachtung wird hier jeweils dem Aspekt der kognitiven Belastung gewidmet (vgl. Cognitive Load Theory), der bei manchen Methoden des problem- oder projektbasierten Lernens nachhaltigen Lernerfolg verhindert (Vgl. dazu Cognitive Load Theory).

## Die Vorgehensweise und die Vier Komponenten
Die Vorgehensweise umfasst jeweils vier Schritte oder Ebenen:
1. Dekomposition (Zerlegung) der zu vermittelnden Fertigkeiten (Kompetenz) in ihre konstitutiven Teilfertigkeit (Teilkompetenzen)
2. Analyse der konstitutiven Fertigkeiten und das entsprechende Wissen, das erforderlich ist, um die einzelnen Fähigkeiten anwenden zu können
3. Auswahl von Instruktionsmethoden sowohl für das Üben der Teilaufgaben und der kompletten Aufgaben wie auch für die Vermittlung des erforderlichen Wissens
4. Komposition (Zusammenstellung) der Trainingsstrategie bzw. die Entwicklung des Lernarrangements

Auf jeder dieser Ebenen sind analytisch oder konzeptionell jeweils vier Komponenten zu berücksichtigen, auf die der Name des Vier-Komponenten-Instruktionsdesign-Modells zurückgeführt wird:
Komponente K – Wissenskompilierung
Die Analyse von Teilfertigkeiten, die bei entsprechend komplexen Aufgaben routinemäßig immer wieder angewandt werden müssen und deren automatische Ausführung, die wenig kognitive Ressourcen beansprucht, erreicht werden soll. Auf der Basis dieser Analyse und Zusammenfassung (Kompilierung) erfolgt dann die Konzeption von Teilaufgaben, deren Übung die Routinebildung fördert.
Komponente V – Vorwissen/Voraussetzungen
Die Analyse des Wissens, das Voraussetzung ist für die routinemäßig auszuführenden Tätigkeiten, sowohl bezogen auf Teilaufgaben als auch auf die komplexen Aufgaben. Auf der Grundlage der Wissensanalyse erfolgt die Konzeption von Methoden, die für die Vermittlung dieses Wissens förderlich sind. Dieses Wissen soll im Training dann jeweils „just-in-time“ vermittelt werden, also dann wenn es zur Bearbeitung von Trainingsaufgaben benötigt wird.
Komponente I – Induktion
Die Analyse des Wissens, das nützlich und wichtig ist für die Anwendung der nicht routinisierbaren Fähigkeiten (begriffliche Modelle, Ziel-Mittel-Hierarchien, Kausalmodelle, mentale Modelle) und Konzeption von Trainingsmethoden, um dieses Wissen im Kontext des Übens ganzheitlicher Aufgaben zu vermitteln. Das Training soll dabei, durch Heranführen an einzelne Teilaufgaben (Induktion), den Aufbau kognitiver Schemata durch die Konfrontation mit den konkreten Problemen und Beispielen fördern.
Komponente E – Elaboration
Aufgabenanalysen hinsichtlich solcher Fähigkeiten, die sich auf die Bewältigung von Teilaufgaben beziehen, die nicht routinemäßig ausgeführt werden können (komplexe Problemlösungen, heuristische Fähigkeiten). Darauf aufbauend erfolgt die Konzeption umfassender, ganzheitlicher Trainingsaufgaben, welche den Aufbau kognitiver Schemata durch eigenes Erarbeiten (Elaboration) der entsprechenden Informationen fördern (Anregen eigener Beispiele, Verknüpfung der neuen Informationen mit vorhandenem Wissen usw.).